# アイレ島
アイレ島（カタルーニャ語: Illa de l'Aire, スペイン語: Isla del Aire）は、地中海西部のバレアレス海にあるバレアレス諸島に含まれる小島（無人島）。

## 地理

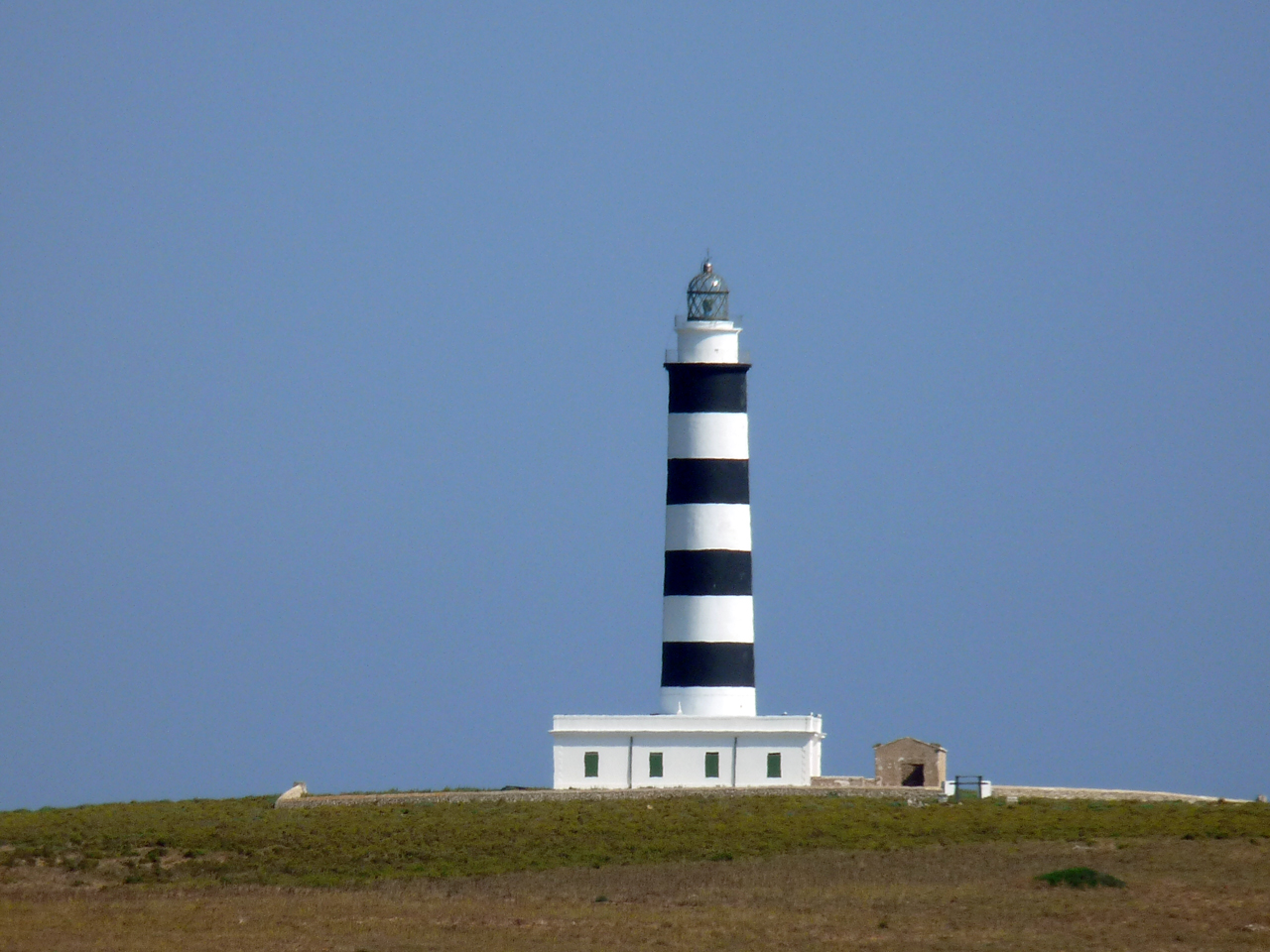
アイレ島灯台

メノルカ島の南東岸にあるサント・リュイスの沖合にあり、スペイン・バレアレス諸島州サント・リュイスの自治体域に含まれる。面積は0.34km2（34ヘクタール）であり、周囲長は3.3kmである。最高標高地点は15mであり、この丘にはアイレ島灯台が建っている。

### アイレ島灯台
1860年には最高標高地点である標高15mの丘にアイレ島灯台が完成した。先端部は標高53m地点であり、灯台自体の高さは38m、光源の高さは35.3mである。1977年にイビサ島のムスカルテル灯台が完成するまで、バレアレス諸島でもっとも高い灯台だった。1974年には自動点灯設備が導入され、1976年にはそれまで常駐していた灯台守が廃止された。内部には165段の階段が設置され、外観は白色と紺色で縞模様に塗られている。18海里（33km）の距離を照らすことができる。この灯台はメノルカ島の周囲に設置された7本の灯台のひとつである。

## 生態系

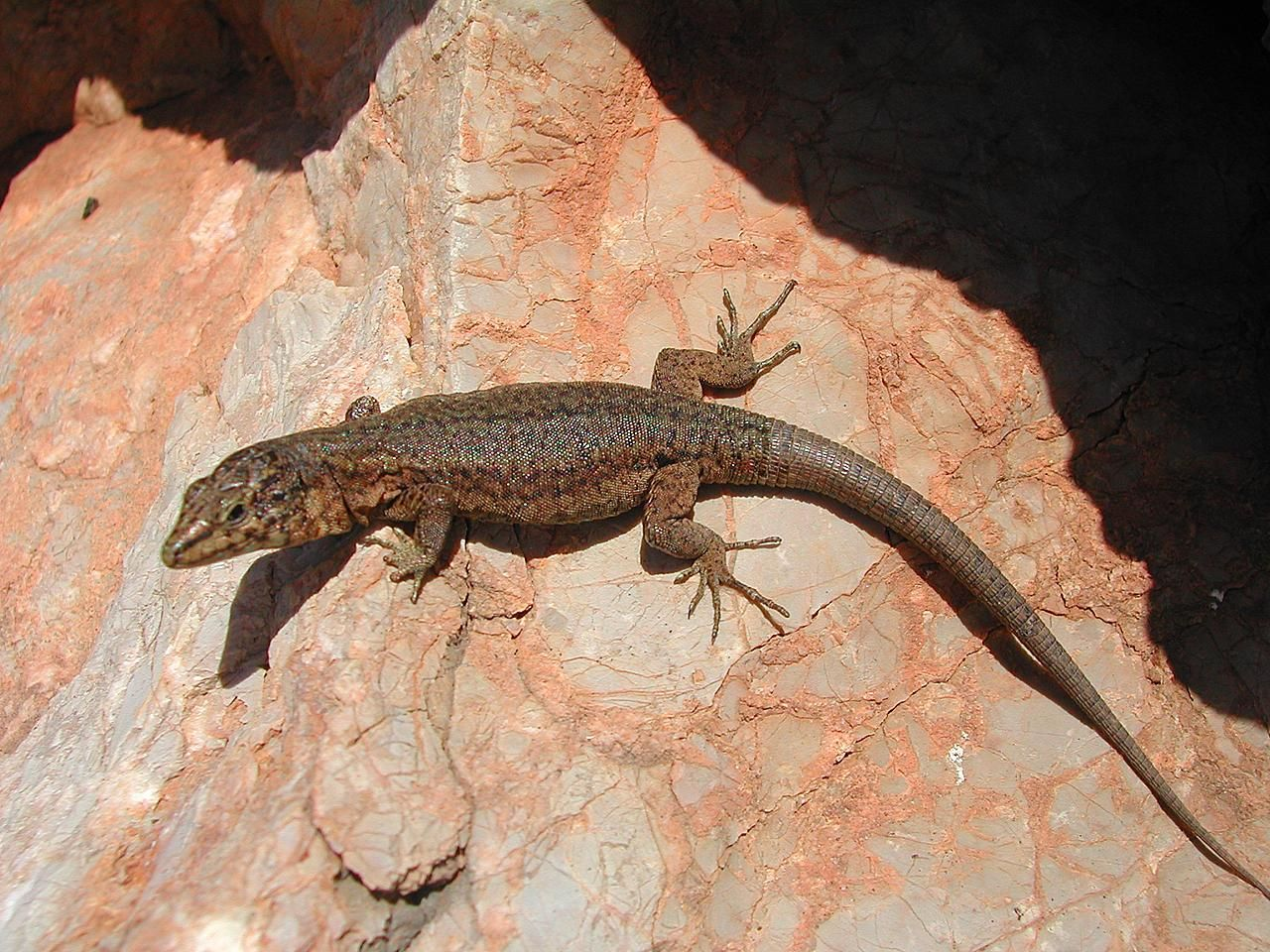
サルガンターナ・ネグラ

人間によって他地域から持ち込まれたウサギが約300匹生息している。粘液種への免疫を発達させた結果、近年には個体数が増加傾向にある。

### サルガンターナ・ネグラ
バレアレス諸島にはトカゲの固有種であるPodarcis lilfordiが生息しており、この種は絶滅危惧種（危機/絶滅危惧IB類）に指定されている。Podarcis lilfordiは27の亜種が確認されており、アイレ島にはPodarcis lilfordi lilfordi(Günther, 1874)が生息している。メノルカ島ではサルガンターナ・ネグラ（黒トカゲ）として知られるこのトカゲは周囲に溶け込むために皮膚の色を変化させることができる。この進化を遂げたトカゲの免疫システムに影響を与えることを考慮し、アイレ島への上陸を許される人間はごく少数にとどまっている。アイレ島は「トカゲ島」という愛称を持っており、サント・リュイスのプンタ・プリマにあるリゾートはこの愛称を活用している。

## 文献
- Ferran Ramón-Cortés, "La Isla De Los 5 Faros", del Nuevo Extremo, 2005. ISBN 978-847-871-260-1